# 高台镇 (汉中市)
高台镇，是中华人民共和国陕西省汉中市南郑区下辖的一个乡镇级行政单位。

## 行政区划
高台镇下辖以下地区：
高台社区、高台村、上街村、东新村、东风村、东升村、团结村、战斗村、红旗村、齐龙村、红建村、红星村、石科村、马塘村、弥陀村、二郎村、姜刘村、马沟村、立峰村和但沟村。